# Aa (építész)
Aa vagy AaAa (ˁ3ˁ3) ókori egyiptomi építész és építkezésfelügyelő volt a középbirodalom idején.
Címe „az építkezésen dolgozók elöljárója” vagy „az építkezésen dolgozók nagy elöljárója” (ỉmỉ-r3-ỉqd.w vagy ỉmỉ-r3-ỉqd.w ˁ3) volt. Nevének olvasata problémás; az Aa jelentése „nagy” vagy „idősebb”, de nem tudni, ez a neve, vagy címének része.
Aa egyike azoknak, akiket egy bizonyos Szahepunak az abüdoszi északi nekropoliszban talált halotti sztéléjén említenek. Nem világos, milyen kapcsolat fűzte Szahepuhoz. A sztélé ma a kairói Egyiptomi Múzeumban található (JE 15000; CG 20081).